# Christina Applegate
Christina Applegate, ameriška filmska, gledališka in televizijska igralka ter producentka, * 25. november 1971, Hollywood, Kalifornija, Združene države Amerike.

## Zgodnje življenje
Christina Applegate se je rodila 25. novembra 1971 v Hollywoodu, Kalifornija, Združene države Amerike, kot hči filmskega producenta Roberta W. Applegata in njegove žene, Nancy Lee Priddy, pevke in igralke, ki sta se ločila kmalu po njenem rojstvu. Iz očetovega drugega zakona ima polbrata Kylea in polsestro Aliso. Po ločitvi je imela njena mama razmerje z glasbenikom Stephenom Stillsom, ki jo je spoznal z glasbenikoma Paulom Kantnerjem in Grace Slick. V tistem času se je Christina spoprijateljila z njuno hčerko, Chino Kanter.

## Kariera

### Zgodnja kariera
Christina Applegate je s svojo igralsko kariero začela pri komaj treh mesecih, v prvem delu leta 1972, ko se je poleg svoje mame pojavila v telenoveli Days of Our Lives, hkrati pa je posnela tudi reklamo za otroške plenice znamke Playtex. Prvo pomembno vlogo na malih televizijskih ekranih je dobila pri sedmih letih z igranjem v filmu iz leta 1979, Jaws of Satan (alias King Cobra), temu pa je leta 1981 sledila Beatlemania. V televizijskemu filmu Grace Kelly (1983) je igrala mlajšo verzijo Grace Kelly (starejšo je igrala Cheryl Ladd), leta 1985 pa se je pojavila v Showtimovi politični komediji Washingtoon, kjer je igrala hčerko nekega kongresnika. Gostovala je tudi v televizijskih serijah, kot so Father Murphy (1981), Charles in Charge (1984 in 1985) in Silver Spoons (1986).
V letu 1986 je dobila vlogo Robin Kennedy (1986–1987), policajeve hčere v policijski televizijski drami Heart of the City, medtem pa je igrala v televizijskih serijah, kot so Vse je oproščeno, Still the Beaver, Neverjetne zgodbe in Family Ties (epizoda Band on the Run, kjer je Applegatova igrala Kitten).
Leta 1987 je dobila vlogo, po kateri je še danes najbolj prepoznavna. Odločili so se namreč, da bo igrala neumno Kelly Bundy v televizijski seriji Družina za umret. V njej je igrala celih deset let (do leta 1997), medtem pa smo jo lahko videli v televizijskih serijah, kot na primer 21 Jump Street (1988), Top of the Heap (1991, kot Kelly Bundy), Madtv (1996) in Saturday Night Live (8. maj, 1993).
Osvojila je tudi vlogo lika Sue Ellen Crandell v komičnem filmu Ne povej mami, da je varuška mrtva iz leta 1991, kar je bila njena prva vloga v družinskem filmu. Temu so sledili filmi, kot Vibrations (1995), Across the Moon (1995), Wild Bill (1995), Mars napada! (1996) in Nowhere (1997). Po koncu snemanja serije Družina za umret, ki je bila končana v maju 1997, Christina Applegate dobi vlogo Claudine Van Doozen v filmu Claudine's Return (alias Kiss of Fire). Hkrati je bila tudi članica filmske ekipe akcijskega filma The Big Hit in igrala Mobovo zaročenko v filmu Mafija! iz leta 1998.
V istem letu je dobila naslovno vlogo v televizijski seriji Jesse, ki je bila predvajana med letoma 1998 in 2000. Za to vlogo je prejela nagrado People's Choice Award in nominacijo za Zlati globus. O sprejemu vloge je povedala: »To je bila velika in pomembna odločitev. Res sem morala sesti in razmišljati o tem. Na koncu sem prišla do sklepa, da vse pride v moje življenje z razlogom.«
V novem tisočletju smo jo lahko videli igrati dvojno vlogo v komičnem filmu Obiskovalci 3. Igrala je žensko iz dvanajstega stoletja, princeso Rosalind, ter njeno potomko v enaindvajsetem stoletju, Julio Malfete. Po vlogi najboljše prijateljice Cameron Diaz, Courtney Rockcliffe, v filmu To sladko bitje iz leta 2002, je dobila vloge v filmih, kot so Heroes (2002), Stevardese letijo v nebo (2003), Umori v Wonderlandu (2003), Mrtvečeve sanje (2003), Kupljeni božič (2004) in Uslužbenec meseca (2004). Bila je tudi producentka filma iz leta 2001, Comforters, Miserable.

### Kasnejšnja kariera
Christina Applegate je v letih 2002 in 2003 gostovala v televizijski seriji Prijatelji, kjer je igrala mlajšo sestro Rachel Green (Jennifer Aniston), Amy Green. Epizodama je bilo naslov »The One with Rachel's Other Sister« in »The One Where Rachel's Sister Babysits«. Za ta nastop je dobila Emmyja. Imela je tudi manjšo vlogo v filmu Wake Up, Ron Burgundy: The Lost Movie, prilogi k filmu Voditelj vrača udarec.
Dobila je tudi vloge v The Axeman's Jazz, Nobody Leaves Empty Handed, The Runthrough, kot v filmu Johna Cassavetesa, The Third Day (skupaj z Geno Rowlands). Leta 2004 se je pojavila v Brodwayskemu muzikalu Sweet Charity, kot Charity Hope Valentine. Za to vlogo je dobila nagrado Theatre World Award in bila nominirana za nagrado Tony.
Med igranjem v Sweet Charity si je zlomila gleženj, zato so producenti že sporočili medijem, da s predstavo ne bo nič. A Christina Applegate jih je uspela pregovoriti in predstava se je začela predvajati na 18. aprila 2005. Končala se je 31. decembra 2005. Leta 2006 se je pojavila v kampanji za Hanesa, naslovljeni kot »Look who we've got our Hanes on now«. Kampanija se je sicer začela že leta 2005, a ona, Jennifer Love Hewitt in Kevin Bacon so bili vanjo vključeni pozneje.
V letu 2006 se je Christina Applegate poleg igralcev, kot so Eva Longoria Parker, Ryan Seacrest in Christina Milian pojavila v videospotu Jessice Simpson za pesem »A Public Affair«.

### Trenutna kariera
Christina Applegate je igrala v ABC-jevi komediji Samanta Kdo?, dokler ni bila končana 18. maja 2009. V televizijski seriji so med drugim igrali tudi Jean Smart, Jennifer Esposito in Melissa McCarthy. Govorila je o tridesetletni Samanti, ki je po prometni nesreči izgubila spomin in mora zato ponovno odkriti svoje življenje, odnose ter samo sebe. Kmalu po potrditvi, da se bo serija končala, je Christina Applegate začela s kampanjo, da bi serijo spravila nazaj v proizvodnijo, a ji ni uspelo.
Applegatova je igrala Elizabeth Montgomery v filmu Everything Is Going to Be Just Fine, ki je izšel leta 2009.
Januarja 2009 se je skupaj z Davidom Faustinom, ki je v televizijski seriji Družina za umret igral njenega brata Buda Bundyja, pojavila v epizodi Faustinove serije Star-ving.

## Zasebno življenje
V oktobru 2001 se je Christina Applegate poročila s svojim dolgoletnim fantom, Johnathonom Schaechom v majhnem mestecu Palm Springs na Floridi. Pri obredu so bili navzoči samo njeni najbljižji prijatelji in družina. Schaech je vložil zahtevo za ločitev novembra 2005. Nazadnje sta se ločila šele 10. avgusta 2007.
Je zelo dobra prijateljica z Lanceom Bassom.
1. julija 2008 so njenega bivšega fanta in hkrati bližnjega prijatelja Leeja Grivasa našli mrtvega v njegovem stanovanju zaradi prevelikega odmerka drog.
Januarja 2009 je v intervjuju za Anytime with Bob Kushell povedala, da naravnost sovraži paparazze. Poleg Anytime with Bob Kushell se je pojavila tudi v oddajah, kot na primer The Ellen DeGeneres Show in TV Land Awards, na tem skupaj z igralsko ekipo iz televizijske serije Družina za umret.
Od leta 2009 hodi z Martynom LeNobleom.
Je vegetarijanka.

### Rak na dojki
3. avgusta 2008 je Christina Applegate v intervjuju za revijo People povedala, da so ji diagnosticirali raka na dojki. To je potrdil tudi njen tiskovni predstavnik, ki je povedal: »Christini Applegate so diagnosticirali zgodnjo obliko raka na dojki. Rak naj zanjo ne bi bil smrtno nevaren. Njen zdravnik ji je priporočil zdravljenje in raka lahko popolnoma preboli.«
19. avgusta istega leta je bilo potrjeno, da bo Christina Applegate odšla na dve mastektomiji, rak pa naj bi bil najden samo na eni dojki. Podedovala naj bi nekakšne genetske napake, ki pogosto povzroči raka na dojkah. Tudi njena mama, Nancy Priddy je zbolela za rakom na dojkah in ga na koncu preživela. Applegatova je povedala, da je bila šokirana, ko je izvedela, da ima raka na dojkah in da je za tem nemudoma morala na zdravljenje, ki vključuje tudi strogo dieto.
Christina Applegate je imela operacijo in zdaj predvidevajo, da bo rekonstruktivna operacija opravljena v naslednjih osmih mesecih. Njen tiskovni predstavnik je povedal, da normalno nadaljuje s snemanjem in da vse skupaj ne vpliva na njeno delo.

## Dobrodelna dela
Leta 1992 se je Christina Applegate pridružila ostalim slavnim zvezdnikom v oddaji za dobrodelne namene, s katero so želeli pomagati predvsem ogroženim otrokom. Tam je nastopala predvsem kot asistentka čarovnika, ki jo je »prežagal na pol«.
Leta 2003 je bila predstavnica Lee National Denim Day, ki je zbrala nekaj milijonov dolarjev za raziskave raka na dojkah.
Potem, ko je izvedela, da ima raka na dojki je nastopila na televiziji v seriji Stand Up to Cancer, kjer so zbirali denar za raziskave raka na dojki. Eno uro dolga predstavitev je bila 5. septembra 2009 predvajana na CBS-ju, NBC-ju in ABC-ju.
Leta 2009 je Christina Applegate potrdila svojo odločitev, da se želi vrniti na mesto predstavnice združbe Lee National Denim Day.
Istega leta ustanovi Right Action for Women, dobrodelno ustanovo, namenjeno raku na dojkah pri ženskah.. Trenutno je v začetni fazi zbiranja sredstev in odpreti se namerava še letos (2010).

## Filmografija
| Filmi      | Filmi                                         | Filmi                           | Filmi                                                                                       |
| Leto       | Naslov                                        | Vloga                           | Opombe                                                                                      |
| ---------- | --------------------------------------------- | ------------------------------- | ------------------------------------------------------------------------------------------- |
| 1979       | Jaws of Satan                                 | Kim Perry                       |                                                                                             |
| 1981       | Beatlemania                                   | Oboževalka                      |                                                                                             |
| 1983       | Grace Kelly                                   | Mlada Grace Kelly               |                                                                                             |
| 1988       | Dance 'til Dawn                               | Patrice Johnson                 |                                                                                             |
| 1990       | Streets                                       | Dawn                            | glavna vloga                                                                                |
| 1991       | Ne povej mami, da je varuška mrtva            | Sue Ellen Crandell              | glavna vloga                                                                                |
| 1995       | Vibrations                                    | Anamika                         | glavna vloga                                                                                |
| 1995       | Wild Bill                                     | Lurline Newcomb                 |                                                                                             |
| 1995       | Across the Moon                               | Kathy                           | glavna vloga                                                                                |
| 1996       | Mars napada!                                  | Sharona                         |                                                                                             |
| 1997       | Nowhere                                       | Dingbat                         |                                                                                             |
| 1998       | Mafija!                                       | Diane Steen                     |                                                                                             |
| 1998       | The Big Hit                                   | Pam Schulman                    | Lead role                                                                                   |
| 1998       | Claudine's Return                             | Claudine Van Doozen             | glavna vloga                                                                                |
| 1999       | Out in Fifty                                  | Lilah                           |                                                                                             |
| 2000       | The Brutal Truth                              | Emily                           | glavna vloga                                                                                |
| 2001       | Sol Goode                                     |                                 |                                                                                             |
| 2001       | Prince Charming                               | Kate                            | glavna vloga                                                                                |
| 2001       | Obiskovalci 3                                 | Princesa Rosalind/Julia Malfete | glavna vloga                                                                                |
| 2002       | To sladko bitje                               | Courtney Rockcliffe             |                                                                                             |
| 2002       | Heroes                                        | Žena                            |                                                                                             |
| 2003       | Mrtvečeve sanje                               | Barbara                         |                                                                                             |
| 2003       | Wonderland                                    | Susan Launius                   |                                                                                             |
| 2003       | Stevardese letijo v nebo                      | Christine Montgomery            |                                                                                             |
| 2004       | Kupljeni božič                                | Alicia Valco                    |                                                                                             |
| 2004       | Voditelj vrača udarec                         | Veronica Corningstone           |                                                                                             |
| 2004       | Uslužbenec meseca                             | Sara Goodwin                    |                                                                                             |
| 2005       | Tilt-A-Whirl                                  | Kostumografinja #1              |                                                                                             |
| 2005       | Suzanne's Diary for Nicholas                  | Dr. Suzanne Bedford             | glavna vloga                                                                                |
| 2007       | Farce of the Penguins                         | Melissa (glas)                  |                                                                                             |
| 2008       | Roker                                         | Kim Powell                      |                                                                                             |
| 2009       | Alvin in veverički 2                          | Brittany (glas)                 |                                                                                             |
| 2010       | Everything Is Going to Be Just Fine           | Elizabeth Montgomery            |                                                                                             |
| 2010       | Going The Distance                            |                                 |                                                                                             |
| Televizija |                                               |                                 |                                                                                             |
| Leto       | Naslov                                        | Vloga                           | Opombe                                                                                      |
| 1972       | Days of Our Lives                             | Dojenček                        |                                                                                             |
| 1981       | Father Murphy                                 |                                 | 1 Episode                                                                                   |
| 1984       | Charles In Charge                             |                                 | 2 epizoda                                                                                   |
| 1985       | Washingtoon                                   | Hčer                            | 1 sezona                                                                                    |
| 1986       | Silver Spoons                                 | Jeannie Bolens                  | 1 epizoda: »A Family Affair«                                                                |
| 1986       | Vse je oproščeno                              |                                 | 1 epizoda                                                                                   |
| 1986       | Still The Beaver                              |                                 | 1 epizoda                                                                                   |
| 1986       | Neverjetne zgodbe                             |                                 | 1 epizoda                                                                                   |
| 1986–1987  | Heart of the City                             | Robin Kennedy                   | 1 sezona                                                                                    |
| 1987       | Family Ties                                   | Kitten                          | 1 epizoda: »Band On The Run«                                                                |
| 1987–1997  | Družina za umret                              | Kelly Bundy                     | 11 sezon; glavna vloga                                                                      |
| 1988       | 21 Jump Street                                |                                 | 1 epizoda                                                                                   |
| 1991       | Top of the Heap                               | Kelly Bundy                     | 2 epizodi                                                                                   |
| 1993       | Saturday Night Live                           | Ona                             |                                                                                             |
| 1996       | Mad TV                                        | Ona                             |                                                                                             |
| 1998–2000  | Jesse                                         | Jesse Warner                    | 2 sezoni; glavna vloga                                                                      |
| 2002, 2003 | Prijatelji                                    | Amy Green                       | 2 epizodi: »The One With Rachel's Other Sister« in »The One Where Rachel's Sister Babysits« |
| 2004       | King of the Hill                              | Colette/Attorney (glas)         | 1 epizoda: »My Hair Lady«                                                                   |
| 2005       | 2005 Tony Awards                              | Ona                             |                                                                                             |
| 2007       | 2007 Tony Awards                              | Ona                             |                                                                                             |
| 2007–2009  | Samantha Kdo?                                 | Samantha Newly                  | 2 sezoni; glavna vloga                                                                      |
| 2008       | Reno 911!                                     | Seemji                          | 1 epizoda: "Did Garcia Steal Dangle's Husband?'                                             |
| 2009       | Star-ving                                     | Ona                             | Epizoda 4: ""Married with Children"..The Movie"                                             |
| 2009       | Carrie Underwood: An All-Star Holiday Special | Nastop                          |                                                                                             |

## Nagrade in nominacije
Nagrade
- People's Choice Awards - Jessy
- Emmy - Prijatelji
- People's Choice Awards

### Nominacije
- Emmy - Prijatelji
- Tony - Sweet Charity
- Zlati globus - Samantha Kdo?
- Screen Actors Guild Awards - Samantha Kdo?
- Teen Choice Awards - Samantha Kdo?
- Television Critics Association Awards - Samantha Kdo?
- Emmy 2008 Outstanding Lead Actress in a Comedy Series - Samantha Kdo?
- Zlati globus 2009 Best Actress in a Television Series - Comedy or Musical - Samantha Kdo?
- TV Land Award - Družina za umret
- Emmy - Samantha Kdo?
- Screen Actors Guild Awards - Samantha Kdo?